# RAILWAYS 愛を伝えられない大人たちへ
『RAILWAYS 愛を伝えられない大人たちへ』（レイルウェイズ あいをつたえられないおとなたちへ）は、2011年11月19日に富山県で先行公開、12月3日に全国公開の2011年の日本映画。

## 概要
『RAILWAYS 49歳で電車の運転士になった男の物語』に続く、富山地方鉄道運転士のドラマを描く、地方鉄道を焦点にしたRAILWAYSシリーズ第2弾。監督は今作がデビューとなる蔵方政俊。出演は三浦友和。全編富山ロケを敢行した作品で、撮影は同年3月12日から行われ、前日に発生した東日本大震災の影響で撮影が危ぶまれていたが無事に撮影された。
キャッチコピーは「いちばん近くにいるのに、一番わからないあなた。」「人生は鉄道に乗った長い旅――夫婦の絆を描く、感動シリーズ第2弾」。

## あらすじ
定年退職を1か月後に控えた電車の運転士・滝島徹は、妻・佐和子から結婚を機に寿退職していた看護師の再就職を宣言される。突然のことに二人は口論となり、受け入れられなかった佐和子は家を飛び出してしまう。本当の気持ちが伝えられず、すれ違う二人の想い…。
雄大な北アルプスの立山連峰を望む富山地方鉄道を舞台に夫婦の愛と絆を描く、RAILWAYSシリーズの第2弾。

## キャスト
- 滝島徹 - 三浦友和
富山地方鉄道・近郊線の運転士で、定年間近。他社への再就職を希望せず、定年後は妻とのんびりするつもりであった。
だが…佐和子はその気がなかったようで、結局は嘱託社員として復職する。
- 滝島佐和子 - 余貴美子
徹の妻。結婚後しばらくは共働きであったが、徹の親の介護などで退職。麻衣が結婚して、徹も定年になるので看護師としての再就職を希望。
看護師復帰をめぐり徹と衝突、家出するが…介護相手である信子の助言で、徹との関係が改善された。
- 片山麻衣 - 小池栄子
徹と佐和子の長女で、光太と結婚。徹に対して「お母さんのしたいようにしてあげるべき」と注意する。
- 小田友彦 - 中尾明慶
徹の後輩で弟子にあたる。自社を走る西武鉄道の中古車に憧れて東京から就職した。彼女との事で徹に注意される。
- 片山光太 - 塚本高史
麻衣の夫で、寿司屋の板前。徹に気に入られたいのか、「俺はお父さんの味方ですから。」とフォローする。
- 島村洋二 - 岩松了
徹の先輩で、徹に再就職先をあっせんしようとする。
- 河野啓司 - 徳井優
同じく徹の先輩。
- 楠木雅也 - 中川家礼二
徹の後輩で、小田の先輩にあたる。
- 長谷川保 - 窪塚俊介
- 深山朋香 - 仁科亜季子
- 沢田良子 - 清水ミチコ
- 蕎麦屋のオヤジ - 立川志の輔
- 吉原満 - 米倉斉加年
- 冴木俊也 - 西村雅彦
佐和子の再就職先の医療施設のスタッフ。
- 井上信子 - 吉行和子
佐和子に介護される相手。最初は佐和子に対して「昔の人生の穴埋めかよ。」と突っ込んでいたが、佐和子が夫婦の事で悩んでいると相談を受けると、佐和子に助言した。
- その他
  - 岡安章介（ななめ45°）
  - 中込佐知子
  - 加藤凛々花
  - 水木薫
  - 飯田基祐
  - 美知枝

## 主なロケ地・登場事物

### ロケ地
- 電鉄富山駅 - 物語の冒頭に登場。ちなみに徹が電車を降りる際にすれ違う人物は役者ではなく現役の運転士である(地元のテレビ番組より)。
- 富山赤十字病院 - 看護師として再就職した佐和子が勤務する病院として登場。
- 南富山駅 - 富山地方鉄道の運転士の詰所として登場。実際には軌道線の拠点であり、鉄道線の運転士の拠点は稲荷町駅にある。映画での駐輪場は実際は自動販売機のある場所であるが撮影時のみ臨時に設置された。
- 稲荷町駅 - 徹の最後の運転を同僚と後輩が見送るシーンに登場。駅舎付近には車庫もある。
- 富山地鉄ホテル - 冒頭で家出をした佐和子が宿泊したホテルという設定で、麻衣と部屋で電話をするシーンに登場。
- 舌山駅 - 盲腸で搬送された同僚・栗崎の代理として徹が回送列車を運転するシーンに登場。
- 電鉄黒部駅 - 出前を届けに来た蕎麦屋のオヤジが徹の定年を祝うシーン、徹と小田が二人きりで会話するシーンに登場。
- 延対寺荘（宇奈月温泉） - 徹の定年を吉原と島村が祝うシーンに登場。
- 岩峅寺駅 - 徹が深山と再会するシーンに登場。
- 呉羽山展望台 - 二人の思い出の場所として登場。ちなみに望遠鏡は映画の美術セットである。
- 渡辺家（茶処「DO・U・ZO」） - 信子の自宅として登場。
- 四方漁港 - 光太が徹から佐和子が行方不明になった旨の電話を受けるシーンに登場。
- 有峰口駅 - 中盤、電車に乗った信子が救急車で搬送されるシーンに登場。
- 宇奈月温泉駅 - 徹が最後に運転する電車を小田が敬礼しながら出発するシーンに登場。
- 浦山駅 - 徹が最後に運転する電車が楠木の電車とすれ違うシーンに登場。
- 中加積駅 - 徹が最後に運転する電車を吉原が見送るシーンに登場。
- 越中三郷駅 - 駅の付近で子供たちが、徹が最後に運転する電車を追いかけるシーンを撮影。
- 月岡駅 - クライマックスシーンに登場。

### 登場する電車
- 富山地方鉄道16010形電車（元西武5000系電車・レッドアロー） - 徹が冒頭と定年当日に最後に運転した電車。小田は西武鉄道時代のレッドアローに憧れて運転士を志したという設定。劇場ポスターでもこの列車が描かれている。
- 富山地方鉄道10030形電車（元京阪3000系電車 (初代)・カボチャ電車） - 序盤で栗崎の代理として徹が運転、クライマックスで浦山駅で徹が運転する電車と対向待ち合わせを行った楠木が運転する電車に使用された電車。
- 富山地方鉄道14760形電車（だいこん列車） - 中盤、落雷の影響で車両が停止し、その影響で容体が急変した信子が乗っていた電車。
- 富山地方鉄道14720形電車 - 徹が小田との研修として最初に乗務した時に登場した電車。この車両は1969年にお召し列車として実際に走ったことがあるが、本編では徹がお召し列車に車掌として乗務し、吉原が運転したという設定。
- 富山ライトレールTLR0600形電車 - 佐和子が在宅ケアで信子の家を訪れるシーンで乗車していた電車。

## スタッフ
- 監督 - 蔵方政俊
- 脚本 - ブラジリィー・アン・山田、小林弘利
- 音楽 - Nick Wood
- 製作総指揮 - 阿部秀司
- 製作 - 野田助嗣、井澤昌平、笹木真幸、都築伸一郎、加太孝明、河合隆、雨宮俊武、富山市、小谷勝、為森隆、喜多埜裕明、横山哲夫
- エグゼクティブプロデューサー - 関根真吾
- プロデューサー - 石田和義、上田有史、沢辺伸政
- アソシエイトプロデューサー - 小出真佐樹、関根健暗
- ラインプロデューサー - 渡辺栄二
- 撮影 - 柳田裕男
- 照明 - 田辺浩
- 美術 - 松尾文子、郡司英雄
- 録音 - 小宮元
- 編集 - 日下部元孝
- スクリプター - 赤澤環
- 音響効果 - 渋谷圭介
- 助監督 - 斉藤博士
- 制作担当 - 濱崎林太郎
- アクションコーディネーター - 山田一善
- 現像 - IMAGICA
- スタジオ・MA - 日活撮影所
- 特別協力 - 富山地方鉄道・富山地鉄サービス・富山地鉄ホテル・富山地鉄建設・富山地鉄タクシー・富山交通産業
- 撮影協力 - 富山県、富山県ロケーションオフィス、富山フィルムコミッション、富山市、高岡市、高岡フィルムコミッション、黒部市、射水市、NPO法人水辺のまち新湊、砺波市、立山町、立山町商工観光課、上市町 ほか
- 製作 - 松竹、テレビ東京、ジェイアール東日本企画、小学館、ROBOT、北日本新聞社、KDDI、富山市、阿部秀司事務所、テレビ愛知、テレビ大阪、Yahoo! JAPAN、北日本放送
- 企画 - 阿部秀司事務所
- 制作プロダクション - ROBOT
- 配給 - 松竹

## 主題歌
松任谷由実「夜明けの雲」

## その他
- 冒頭、徹が商店街の旅行代理店で見ていた定年記念の夫婦旅行のパンフレットは、前作の一畑電車デハニ50が印刷された出雲方面のものである。
- ラスト近くで徹が佐和子に復縁を申し込むシーンにて、佐和子は法律で女性は離婚から半年間は再婚できない旨を言うが、元夫との復縁の場合はこの規定は適用されないため矛盾している。
- 新・鉄子の旅 - 当該映画シリーズには小学館も制作参加していることから、同社漫画雑誌で連載の鉄道漫画とタイアップする形として、第1作に引き続き取材しているが、第1作は同じ鉄道漫画である『鉄娘な3姉妹』も参加したのに対し、今作ではそのタイアップが無く、また『新・鉄子の旅』でも正規の連載取材ではなく、あくまでおまけ漫画という扱いであった。

## 小説版
『RAILWAYS 愛を伝えられない大人たちへ』
小学館文庫（小学館）から2011年10月6日に発売、ISBN 9784094086553
本作のノベライズ本。著者は大石直紀。尺の関係で映画では描かれなかったシーンが挿入されている（例として佐和子が再就職を宣言するシーンで、徹と佐和子の会話が少し長くなっている）など、作品を補完するような内容となっている。

## テレビ放送
プレミアムシネマ（2022年10月17日、NHK BSプレミアム）

## ソフト化
DVD・ブルーレイ共に2012年10月6日発売。豪華版と通常版同時にリリースされる。
- 豪華版
  - トミーテック鉄道コレクション（特別モデル/モハ14761・モハ14762）
  - ブックレット（スチール写真・ロケ地マップ・インタビュー等）
  - 特典ディスク
    - メイキング映像

  - 本編ディスク
    - オーディオコメンタリー
    - 鉄道シーンチャプター
    - 予告編・特報

- 通常版
  - 豪華版の本編ディスクと同内容。

レンタル版にはオーディオコメンタリーが収録されていない。